# Beșalma
Besalma (en rumano: Beșalma; en gagauzo: Beşalma) es una comuna y pueblo de la unidad territorial autónoma de Gagaúzia, al sur de Moldavia.

## Toponimia
El nombre del asentamiento en otros idiomas de importancia en el asentamiento es Beshalma (en ruso: Бешалма; en ucraniano: Бешалма).

## Geografía
Besalma se encuentra 14 km al sur de la ciudad de Comrat y 25 km al oeste de la frontera con Ucrania. 

## Historia
El pueblo fue fundado en 1791 y según la leyenda, los primeros habitantes del pueblo encontraron aquí cinco manzanos (probablemente restos de los tártaros que vivieron aquí anteriormente) y por eso se llama Besalma. Según Konstantin Irecicek, el pueblo fue fundado por colonos búlgaros de Besarabia. En 1810, los colonos construyeron la primera iglesia del pueblo. En ese momento, Besalma era parte del vólost de Comrat del uyezd de Bender (gobernación de Besarabia, Imperio ruso).
Después de la anexión de Besarabia a la Unión Soviética en 1940, se abrió en el pueblo un consejo municipal que supervisaba las actividades de adjudicación de tierras. Tras la Segunda Guerra Mundial, se llevó a cabo la colectivización y la hambruna mató a 2.800 personas en el pueblo. 
A pesar de las dificultades de la década de 1990, la granja colectiva Pravda siguió funcionando centrada en el cultivo de tabaco, la viticultura, los cereales y la ganadería.

## Demografía
La evolución de la población de Besalma entre 2004 y 2014 fue la siguiente:
| 4441                         | 3828 |
| (Fuente: Localitati Moldova) |      |

Según el censo de 2004, los gagaúzos representaban el 96,67% de la población; los rumanos, el 1%; los ucranianos, el 0,83%; y los rusos, el 0,74%.

## Infraestructura

### Arquitectura, monumentos y lugares de interés
En Besalma hay in museo local histórico y etnográfico, con especial énfasis en Dmitri Karachoban.

### Educación
Aquí también se organiza y funciona una escuela sobre la base de la biblioteca para promover el estudio de la lengua gagauza desde 1991. Esta escuela organiza encuentros con escritores, poetas y exposiciones de artistas gagauzos.

### Transporte
La estación de tren de Comrat se encuentra en el pueblo, que también sirve a la capital de Gagaúzia.

## Personas destacadas
- Dmitri Karachoban (1933-1986): poeta, novelista, pintor y director de cine soviético de étnica gagauza.